# مجموعة بروبيل

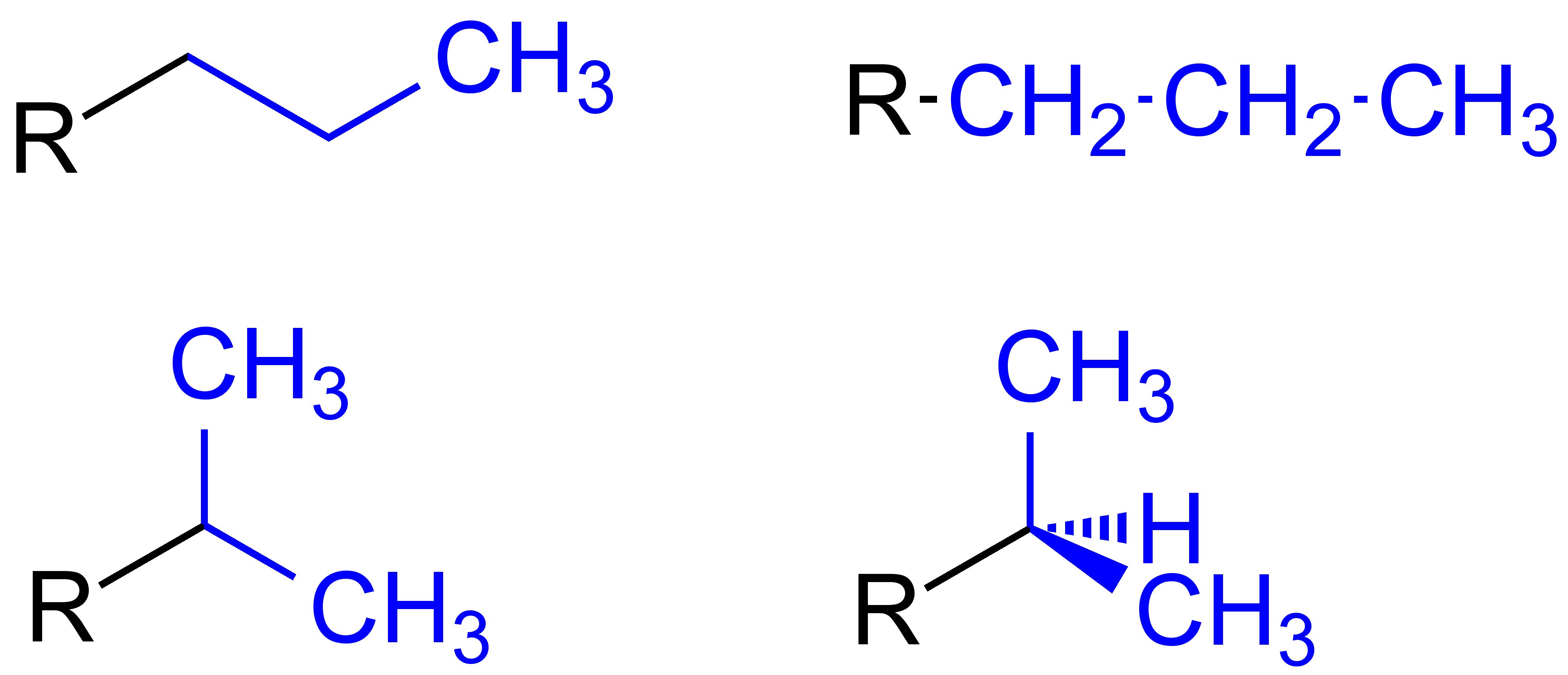
مجموعات بروبيل ملونة باللون الأزرق.

بروبيل في الكيمياء العضوية هو مستبدل عضوي يتكون من ثلاث ذرات كربون، ويتشكل عن طريق إزالة ذرة هيدروجين من ذرة كربون طرفية في البروبان، بحيث تكون لها الصيغة العامة C3H7-.
هناك شكل متصاوغ من البروبيل، يدعى إيزوبروبيل له الاسم النظامي 1-ميثيل إيثيل، والذي يحصل عليه من إزالة ذرة هيدروجين من ذرة الكربون الوسطى في البروبان.
عندما يكون البروبيل خطياً يدعى نظامي البروبيل ويسبق الاسم بحرف ن-بروبيل، ويمكن كتابته أو الاستغناء عنه.
بالإضافة إلى ذلك يوجد مركب حلقي يدعى حلقي بروبيل، والذي يحصل عليه من حلقي البروبان بحيث أن له الصيغة العامة C3H5.

## اقرأ أيضاً
- ألكيل